# Ada (Chorwacja)
Ada – wieś w Chorwacji, w żupanii osijecko-barańskiej, w gminie Šodolovci. W 2011 roku liczyła 200 mieszkańców.